# Soko J-20 Kraguj
J-20 Kraguj (Sparrowhawk) là một loại máy bay quân sự hạng nhẹ, có khả năng chi viện trực tiếp, chống nổi dậy và trinh sát, do VTI thiết kế và SOKO Nam Tư chế tạo, bay lần đầu năm 1962.

## Quốc gia sử dụng

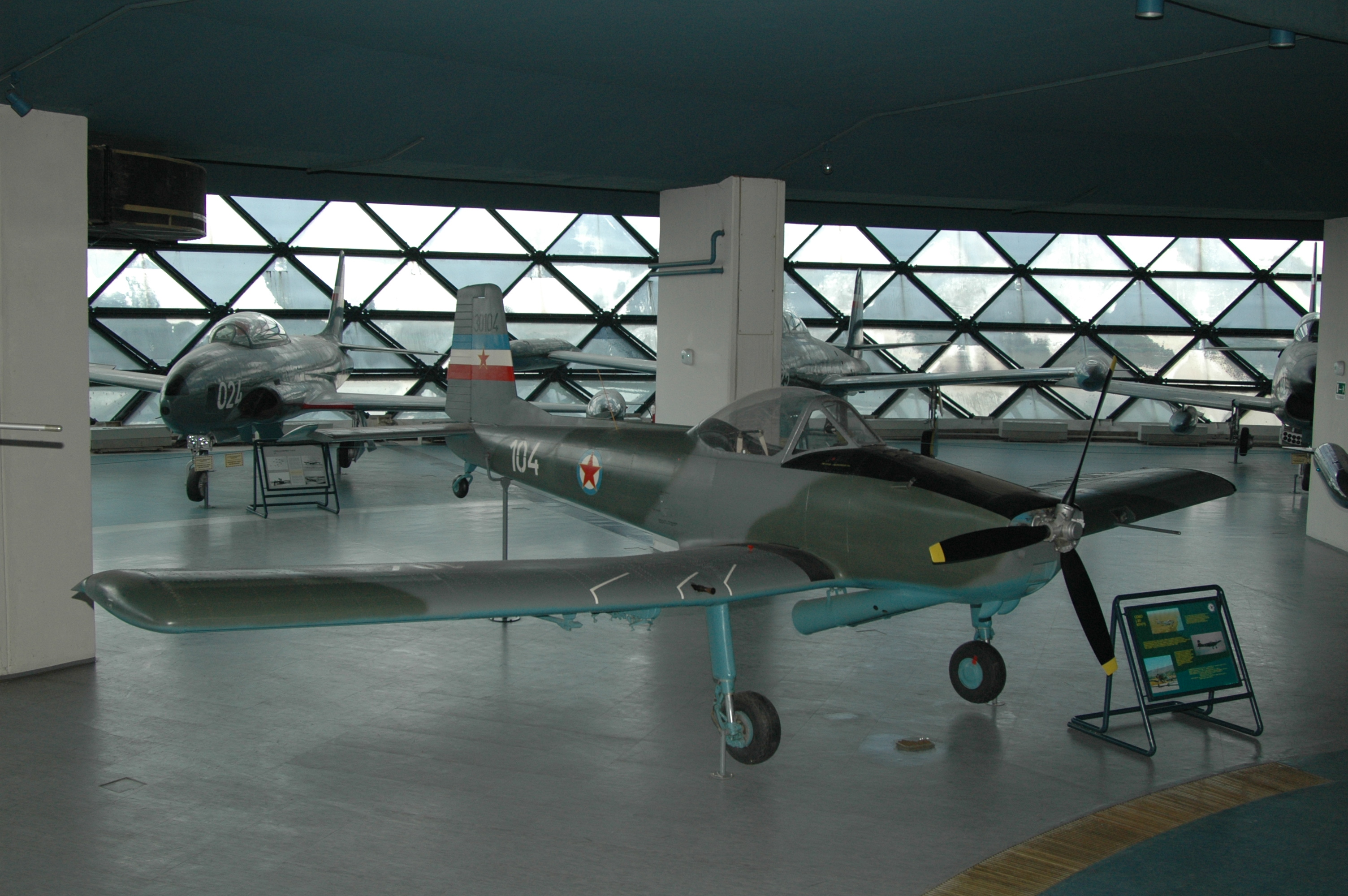
J-20 Kraguj của Nam Tư trưng bày tại Bảo tàng Hàng không tại Belgrade, Serbia.

Croatia
- Không quân Croatia

 Republika Srpska
- Không quân Republika Srpska

 Nam Tư
- Không quân SFR Nam Tư

## Tính năng kỹ chiến thuật (J-20)
Dữ liệu lấy từ Jane's All the World's Aircraft 1969-70 
Đặc điểm tổng quát
- Kíp lái: 1
- Chiều dài: 7,93 m (26 ft 0¼ in)
- Sải cánh: 10,64 m (34 ft 11 in)
- Chiều cao: 3 m (9 ft 10in)
- Diện tích cánh: 17 m² (183 ft²)
- Kết cấu dạng cánh: NACA 4415
- Trọng lượng rỗng: 1.130 kg (2.941 lb)
- Trọng lượng cất cánh tối đa: 1.624 kg (3.580 lb)
- Động cơ: 1 × Lycoming GSO-480-B1A6, 254 kW (340 hp)

 Hiệu suất bay 
- Vận tốc cực đại: 295 km/h (159 knot, 183 mph) trên độ cao 1.500 m (5.000 ft)
- Vận tốc hành trình: 280 km/h (151 knot, 174 mph)
- Vận tốc tắt ngưỡng: 88 km/h (48 knot, 55 mph)
- Tầm bay: 800 km (475 NM, 500 mi)

Trang bị vũ khí

- Súng: 2 × súng máy Colt Browning Mk.II 7.7 mm
- Rocket: 2 × thùng rocket loại 12 quả hoặc 6 × rocket 57 mm hoặc 127 mm
- Bom: 2 × quả bom 100 kg (220 lb)